# Cottonwood Heights
Cottonwood Heights város az USA Utah államában, Salt Lake megyében. Lakosainak száma 33 617 fő (2020. április 1.).

## Népesség
A település népességének változása:

| 2010 | 33 433 |
| 2020 | 33 617 |